# Fågelsta
Fågelsta è un'area urbana della Svezia situata nel comune di Motala, contea di Östergötland.
La popolazione risultante dal censimento 2010 era di 287 abitanti .